# Amphidelus hyans
Amphidelus hyans is een rondwormensoort uit de familie van de Alaimidae.